# GOTHIC RING
「GOTHIC RING」（ゴシック・リング）は、日本のロックバンド、TRICERATOPSの5thシングル。1998年10月7日 、エピックレコードジャパンよりリリース。 

## 内容
- 前作より3ヶ月でのリリース。本作を皮切りに3ヶ月連続リリースがスタート。
- 1999年9月8日、12cm化して再発された。

## 収録曲
1. GOTHIC RING (4:50)
松任谷由実が「初めて聴いた時泣いちゃった」と言い、その縁で彼女のラジオ番組に和田が呼ばれ、松井秀喜と共にゲストとして出演した。ちなみに、「ゴシックリング」のモチーフは和田が着用していたローリーロドキンの指輪である。
2. CARAMEL TEA (4:03)

全作詞・作曲：和田唱　編曲：TRICERATOPS